# Мизочская поселковая община
Мизочская поселковая община (укр. Мізоцька селищна громада) — территориальная община в Ровненском районе Ровненской области Украины.
Административный центр — посёлок Мизоч.
Население составляет 14127 человек. Площадь — 358 км².
В соответствии с распоряжением Кабинета Министров Украины от 12 июня 2020 года, в состав общины вошла территория Мизочского поселкового совета, а также Белашовского, Будеражского, Бущанского, Дерманского Первого, Дерманского Второго, Маломощаницкого, Новомощаницкого, Певченского, Спасовского, Старомощаницкого и Ступновского сельских советов упразднённого Здолбуновского района.

## Населённые пункты
В состав общины входят 1 посёлок и 25 сёл:
- Посёлок Мизоч
  - Белашов
  - Борщовка Вторая
  - Борщовка Первая
  - Будераж
  - Буща
  - Дермань Вторая
  - Дермань Первая
  - Залибовка
  - Зелёный Дуб
  - Клопот
  - Малая Мощаница
  - Мизочек
  - Мосты
  - Новая Мощаница
  - Новый Свет
  - Озерко
  - Певче
  - Подгайное
  - Святое
  - Спасов
  - Старая Мощаница
  - Стеблевка
  - Ступно
  - Суймы
  - Цурков